# 대곡초등학교 월암분교
대곡초등학교 월암분교는 경상남도 진주시 대곡면 월암로 341 (월아리)에 있었던 초등학교 분교이다.

## 연혁
- 1937년 9월 22일 대곡공립보통학교 월암간이학교 개교
- 1943년 4월 1일 월암공립국민학교로 승격
- 1990년 3월 1일 대곡국민학교 월암분교장 격하
- 1996년 3월 1일 대곡초등학교 월암분교
- 1998년 3월 1일 본교로 통폐합

## 폐교 이후
폐교 이후, 학교 부지에는 선인국제중학교가 2018년에 개교하였다.